# موضوع قصر فدرال ۲۰۱۴
موضوع قصر فدرال ۲۰۱۴ (عربی: قضية قصر الاتحادية ۲۰۱۴) به عنوان یکی از مسائلی است که موجب اختلاف نظر گسترده در مصر در زمان اخیر شده‌است، هنگامی که هزاران نفر از تظاهرکنندگان به‌طرف مقر ریاست جمهوری در قاهره رفته و خواستار لغو قانون برپایی تظاهرات که اخیراً صادر شده بود گردیدند. این راهپیمایی در روز شنبه ۲۱ ژوئن ۲۰۱۴ به عنوان بخشی از روز جهانی همبستگی با بازداشت شدگان مصر آغاز شد. در حالی که خواسته اصلی آن‌ها لغو قانون برپایی تظاهرات و آزادی زندانیان از جمله فعال برجسته حقوق بشر، علاء عبدالفتاح بود، اما سریعاً توسط نیروهای امنیتی که از گاز اشک آور استفاده می‌کردند مورد تعرض قرار گرفتند و نزدیک به ۳۰ فعال از زن و مرد، از جمله مدافع حقوق بشر یارا سلام و یک کارگردان جوان به نام سانا سیف، و همچنین هنرمند معاصر محمد انور دستگیر شدند.

## قانون تظاهرات
در تاریخ ۲۴ نوامبر ۲۰۱۳، رئیس‌جمهور موقت (عدلی منصور) قانون جدیدی را برای تظاهرات به تصویب رساند، (قانون ۱۰۷ سال ۲۰۱۴.) قانونی که در فقدان حاکمیتی که به‌شکل دمکراتیک انتخاب شده باشد، به حاکمیت موجود قدرت قاطع برای موافقت یا جلوگیری از هرگونه تظاهرات را می‌داد. ازجمله اختیاراتی که به این شکل به دولت داده شده بود مجازات‌های دو تا پنج ساله برای هر تظاهراتی که منافع عمومی را مختل کند بود.
این قانون به سرعت در مورد چهره‌های برجسته اپوزیسیون مانند علاء عبدالفتاح و وکیل مدافع حقوق بشر ماهینور المصری، همراه با تعداد زیادی از تظاهر کنندگان مسالمت‌آمیز مخالف دولت اعمال شد.

## راهپیمایی و دستگیرشدگان
تمام موارد فوق باعث شد شماری از فعالان مصری در روز شنبه ۲۱ ژوئن ۲۰۱۴دعوت به روز همبستگی جهانی در برابر قانون تظاهرات نمایند. در این روز صدها نفر از تظاهرکنندگان در منطقه هلیوپولیس در قاهره جمع شده و شروع به حرکت به سمت کاخ ریاست جمهوری کردند. از سوی دیگر، نیروهای امنیتی گاز اشک آور استفاده کرده و ۳۰ تن از تظاهرکنندگان را دستگیر کردند که تعداد کمی از آن‌ها در فاصله کمی آزاد شدند.

## واکنش‌های داخلی و بین‌المللی
بسیاری از سازمان‌های بین‌المللی از جمله سازمان عفو بین‌الملل، دیده‌بان حقوق بشر، کمیسیون حقوق بشر و حقوق مردم آفریقا و بسیاری از سازمان‌های دیگر، از زمان دستگیری خواستار آزادی فوری زندانیان شدند.